# Oenopota violacea
Oenopota violacea é uma espécie de gastrópode do gênero Oenopota, pertencente a família Mangeliidae.